# (32582) Mayachandar
(32582) Mayachandar est un astéroïde de la ceinture principale.

## Description
(32582) Mayachandar est un astéroïde de la ceinture principale. Il fut découvert le 18 août 2001 à Socorro (Nouveau-Mexique) par le projet LINEAR. Il présente une orbite caractérisée par un demi-grand axe de 2,35 UA, une excentricité de 0,20 et une inclinaison de 1,8° par rapport à l'écliptique.